# Jordan Ifueko
Jordan Ifueko (rođena 16. kolovoza 1993.) nigerijsko-američka je spisateljica fantastike i književnosti za mlade. Najpoznatija je po svom romanu Raybearer koji je postao bestseler New York Timesa, i po njegovom nastavku Redemptor. Njen treći roman, smješten u svijetu Raybearera, The Maid and the Crocodile, objavljen je u kolovozu 2024. Osim toga piše i kratke priče koje su objavljene u Strange Horizonsu.

## Životopis
Jordan Ifueko rođena je na jugu Kalifornije. Roditelji su joj iz Nigerije. Migrirali su u Sjedinjene Američke Države. Majka joj je iz naroda Yoruba, a otac iz pnaroda  Bini. Ifueko je izjavila da je odrasla slušajući majku kako joj prepričava zapadnoafričke narodne priče. Roditelji su je školovali kod kuće i pohađala je Sveučilište George Fox u Oregonu. Udana je i živi u Atlanti s obitelji.

## Karijera
Kao tinejdžerica je 2008. godine pisala fan fiction o Neopetsu koji je zatim postao dio novina u samoj igrici, The Neopian Times. Ifuekoin debitantski roman Raybearer, nadahnut dijelom njenim zapadnoameričkim nasljedstvom, a i drugim kulturama, objavljen je 18. kolovoza 2020. pod nakladničkom kućom Abrams Books te je postao i bestseler New York Timesa. Roman je također nominiran za nagradu Andre Norton, za nagradu Ignyte u kategoriji Najbolji roman za mlade, i za nagradu Goodreads Choice u kategorijama Najbolji debitantski roman i Najbolja fantastika i znanstvena fantastika za mlade. Roman je pohvalio i American Library Association koji ga je uključio u svoje liste ALA Top Ten Best Fiction for Young Adults te Amazing Audiobooks for Young Adults. Prethodio je nastavku Redemptoru koji je objavljen 2021. godine. Redemptor je isto bio nominiran za nagrade Andre Norton, Ignyte, a i za nagradu Lodestar.
U rujnu je 2021. Netflix je objavio da su u tijeku adaptiranja Raybearera kao televizijska serija u dogovoru s Gina Atwater, i produkcijom Sugar23-a i Macro Television Studious-a.
Ifueko je 2024. najavila novu knjigu, The Maid and the Crocodile, roman koji se odvija u istom svijetu kao i Raybearer, no koji nije nužno dio serijala. Knjiga je objavljena 13. kolovoza 2024.

### Ostala djela
U srpnju 2022., Marvel Comics objavio je da će Ifueko napisati novi strip u serijalu Moon Girl & Devil Dinosaur, a koji će ilustrirati Alba Glez. Strip je objavljen u prosincu 2022.

### Romani
- Raybearer, Amulet Books (2020.)
- Redemptor, Amulet Books (2021.)
- The Maid and the Crocodile, Amulet Books (2024.)